# Emeiacris maculata
Emeiacris maculata är en insektsart som beskrevs av Zheng, Z. 1981. Emeiacris maculata ingår i släktet Emeiacris och familjen gräshoppor. Inga underarter finns listade i Catalogue of Life.